# Alfredo Hernández
Alfredo Hernández est un batteur reconnu dans le milieu du Desert Rock[réf. souhaitée]. Il est actuellement[Quand ?] batteur dans le groupe Yawning Man mais il a également fait partie du groupe Kyuss pour l'album And The Circus Leaves Town et sur le premier album de Queens of the Stone Age.